# Jacquemontia guaranitica
Jacquemontia guaranitica är en vindeväxtart som beskrevs av Hassler. Jacquemontia guaranitica ingår i släktet Jacquemontia och familjen vindeväxter. Inga underarter finns listade i Catalogue of Life.